# Ernst vom Rath
Ernst Eduard vom Rath, född 3 juni 1909 i Frankfurt am Main, död 9 november 1938 i Paris, var en tysk diplomat och legationssekreterare. Mordet på vom Rath användes av nazisterna som en förevändning för hämndaktionerna mot judar som kulminerade i Novemberpogromerna.

## Biografi
Ernst vom Rath föddes i Frankfurt am Main. Hans far var en högt uppsatt statstjänsteman. vom Rath gick i skola i Breslau och studerade sedan juridik i Bonn, München och Königsberg fram till 1932, då han gick med i nazistpartiet och blev därefter karriärdiplomat. I april 1933 blev han medlem i SA, partiets paramilitära kamporganisation. År 1935, efter att ha varit stationerad i Bukarest, skickades han till den tyska ambassaden i Paris.

## Attentatet
Den 7 november 1938 blev vom Rath skjuten och dödligt skadad av den 17-årige Herschel Grynszpan, en polsk jude som hade flytt från Tyskland till Frankrike. Anledningen till att Grynszpan valde vom Rath som sitt offer är inte med säkerhet känt, även om det är känt att han var upprörd över nyheten att hans familj höll på att deporteras från Tyskland till Polen. De flesta vittnen uppger att Grynszpan inte nämnde vom Rath vid namn utan bara bad att få tala med en medlem av den diplomatiska personalen. vom Rath dog av sina skador efter två dagar. Det antisemitiska våldet i novemberpogromerna inleddes omedelbart efter hans död.

## Efterverkningar
Efter dådet framfördes antydningar om att vom Rath var homosexuell och att Grynszpan hade för avsikt att använda dessa misstankar i sitt försvar vid rättegången genom att hävda att vom Rath hade förfört honom. Joseph Goebbels hade för avsikt att använda rättegången i den nazistiska propagandan om judisk konspiration, men anklagelser om vom Raths homosexualitet hotade att förödmjuka nazisterna. Goebbels skrev att "Grynszpan har uppfunnit fräcka argumentet att han hade ett homosexuellt förhållande med ... vom Rath. Det är naturligtvis en skamlös lögn; men det är mycket skickligt uttänkt och skulle, om den läggs ut i samband med en offentlig rättegång, förvisso blivit det viktigaste argumentet i fiendens propaganda."
Huruvida Ernst vom Rath var homosexuell eller inte är inte känt. Hans bror dömdes för homosexuella brott och det fanns påståenden om att vom Rath behandlades för rektal gonorré vid Berlins radiologiska institut. Med tanke på att en rättegång skulle kunna ställa nazistpartiet i dålig dager uppsköts denna på obegränsad tid.
Grynszpan skickades tillbaka till Tyskland efter Frankrikes nederlag 1940 och tros ha dött i ett tyskt fängelse eller koncentrationsläger 1944 eller i början av 1945.